# Chronologie (album)
Chronologie is een album van de Franse elektronische muzikant Jean-Michel Jarre, uitgebracht op Disques Dreyfus (met licentie voor Polydor) in 1993. Het is zijn achtste reguliere studioalbum. Het album is geïnspireerd door het boek A Brief History of Time van Stephen Hawking. Chronologie Part 4 en Chronologie Part 5 begonnen als een compositie voor het Zwitserse horlogemerk Swatch. Het album was een terugkeer naar Jarres gebruikelijke formule, na Revolutions (1988) en Waiting for Cousteau (1990). De stijl van Chronologie was gebaseerd op een nieuwe golf van elektronische dansmuziek die zich had ontwikkeld sinds de late jaren 80. Chronologie bereikte nummer 11 in de Britse hitparade.

## Tracklist
1. "Chronologie Part 1" – 10:51
2. "Chronologie Part 2" – 6:05
3. "Chronologie Part 3" – 3:59
4. "Chronologie Part 4" – 3:59
5. "Chronologie Part 5" – 5:34
6. "Chronologie Part 6" – 3:45
7. "Chronologie Part 7" – 2:17
8. "Chronologie Part 8" – 5:33

## Medewerkers
- Jean-Michel Jarre – Digisequencer, Kurzweil K2000, Minimoog, ARP 2600, Akai MPC60, Akai S1000, EMS Synthi AKS, Roland JD-800, Korg O1/W, Roland TR-909, Boss DR-660, Elka Synthex, Eminent Unique 310, Roland Jupiter-8, Roland DJ-70, Digitech Vocalist, Fairlight CMI
- Francis Rimbert – aanvullende keyboards
- Michel Geiss – aanvullende keyboards, artistieke medewerking
- Dominique Perrier – aanvullende keyboards
- Patrick Rondat – gitaar